# Kalle Ankas vintersemester
Kalle Ankas vintersemester (engelska: Chip an' Dale) är en amerikansk animerad kortfilm med Kalle Anka. Den hade USA-premiär 1947 och visades första gången i Sverige året därpå.

## Handling
Kalle Anka har slut på ved och går ut för att hugga mer. Men trädet han hugger ner visar sig vara ekorrarna Piff och Puffs hem, och de vill helst inte skiljas ifrån det.

## Om filmen
Filmen är den första som ekorrarna Piff och Puff träffar Kalle Anka och därmed blir hans ständiga fiender. Denna film är även den första där namnen Piff och Puff förekommer. I den tidigare Disney-filmen Pluto knäcker nötter från 1943 var de namnlösa.
Kalle Ankas vintersemester nominerades vid Oscarsgalan 1948 till en Oscar för bästa animerade kortfilm. Den förlorade dock, till förmån för Tweety Pie.

### Svenska utgivningar
Filmen hade svensk premiär den 29 november 1948 på Sture-Teatern i Stockholm. Den ingick då i kortfilmsprogrammet Kalle Anka på tapeten, tillsammans med ytterligare sex kortfilmer: Kalle Anka och tordyveln, Hiawatha, djurens broder, Tonåringar till rörs (ej Disney), Kalle Anka i Alperna, Kalle Anka på tapeten och Klockan klämtar för Kalle Anka.
Den här filmen har genom åren haft flera svenska titlar. Vid biopremiären 1948 gick den under titeln Kalle Ankas vintersemester. Alternativa titlar till filmen är Piff och Puff och Kalle Anka, Kalle Anka och Piff och Puff samt Piff och Puff.
Filmen har flera gånger givits ut på VHS, DVD och Blu-ray och finns sedan 1997 dubbad till svenska.

## Rollista
| Roll       | Originalröst    | Svensk röst     |
| Kalle Anka | Clarence Nash   | Andreas Nilsson |
| Piff       | James MacDonald | Monica Forsberg |
| Puff       | Dessie Flynn    | Bertil Engh     |